# Lista localităților din provincia Muş

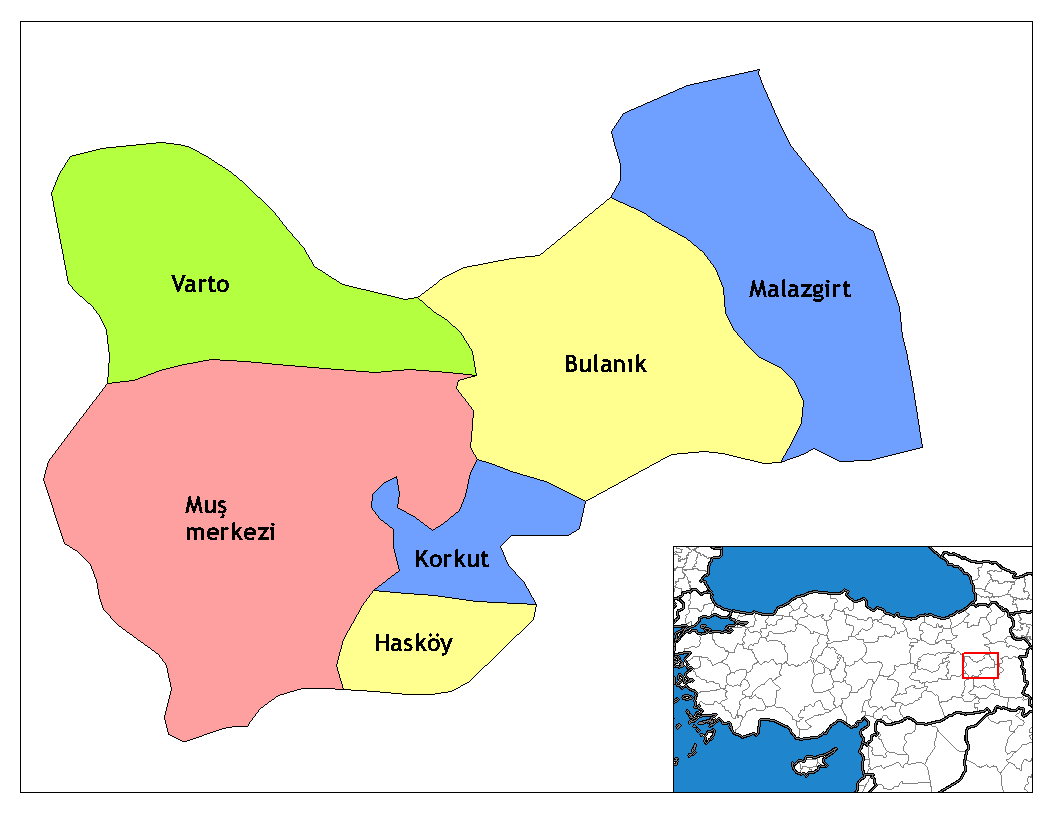
Provincia Muş

Aceasta este lista localităților din Provincia Muș, Turcia, după districte. În secțiunile de mai jos, prima localitate din fiecare listă este centrul administrativ al districtului.

## Muș
- Muș
- Ağaçlık, Muș
- Ağartı, Muș
- Ağıllı, Muș
- Akkonak, Muș
- Akpınar, Muș
- Alagün, Muș
- Alaniçi, Muș
- Alican, Muș
- Aligedik, Muș
- Arıköy, Muș
- Arpayazı, Muș
- Așağısızma, Muș
- Așağıyongalı, Muș
- Aydoğan, Muș
- Bağlar, Muș
- Bahçeköy, Muș
- Beșparmak, Muș
- Bilek, Muș
- Bostankent, Muș
- Boyuncuk, Muș
- Bozbulut, Muș
- Cevizlidere, Muș
- Çatbașı, Muș
- Çiçekli, Muș
- Çöğürlü, Muș
- Çukurbağ, Muș
- Derecik, Muș
- Dereyurt, Muș
- Dilimli, Muș
- Donatım, Muș
- Dumlusu, Muș
- Durugöze, Muș
- Eğirmeç, Muș
- Ekindüzü, Muș
- Elçiler, Muș
- Eralanı, Muș
- Erencik, Muș
- Gölköy, Muș
- Güdümlü, Muș
- Gümüșali, Muș
- Gündoğan, Muș
- Güzeltepe, Muș
- Harman, Muș
- Ilıca, Muș
- İnardı, Muș
- Kalecik, Muș
- Karaağaçlı, Muș
- Karabey, Muș
- Karaköprü, Muș
- Karakuyu, Muș
- Karameșe, Muș
- Karlıdere, Muș
- Kayalısu, Muș
- Kayașık, Muș
- Keçidere, Muș
- Kepenek, Muș
- Kırköy, Muș
- Kıyıbașı, Muș
- Kıyık, Muș
- Kızılağaç, Muș
- Konukbekler, Muș
- Köșk, Muș
- Kumluca, Muș
- Kutlugün, Muș
- Mercimekkale, Muș
- Mescitli, Muș
- Muratgören, Muș
- Nadaslık, Muș
- Ortakent, Muș
- Özdilek, Muș
- Sarıdal, Muș
- Savașçılar, Muș
- Serinova, Muș
- Soğucak, Muș
- Suboyu, Muș
- Sudurağı, Muș
- Suluca, Muș
- Sungu, Muș
- Suvaran, Muș
- Sürügüden, Muș
- Sütlüce, Muș
- Șenoba, Muș
- Tabanlı, Muș
- Tandoğan, Muș
- Tașoluk, Muș
- Tekyol, Muș
- Toprakkale, Muș
- Tüten, Muș
- Ulukaya, Muș
- Üçdere, Muș
- Üçevler, Muș
- Üçsırt, Muș
- Yarpuzlu, Muș
- Yaygın, Muș
- Yazla, Muș
- Yelalan, Muș
- Yeșilce, Muș
- Yeșilova, Muș
- Yoncalıöz, Muș
- Yörecik, Muș
- Yukarısızma, Muș
- Yukarıyongalı, Muș
- Yücetepe, Muș
- Ziyaret, Muș

## Bulanık
- Bulanık
- Adıvar, Bulanık
- Akçaarmut, Bulanık
- Akçakaynak, Bulanık
- Altınoluk, Bulanık
- Arakonak, Bulanık
- Așağıbüklü, Bulanık
- Balotu, Bulanık
- Bostancılar, Bulanık
- Büngüldek, Bulanık
- Cankurtaran, Bulanık
- Çataklı, Bulanık
- Çaygeldi, Bulanık
- Değirmensuyu, Bulanık
- Demirkapı, Bulanık
- Doğantepe, Bulanık
- Dokuzpınar, Bulanık
- Elmakaya, Bulanık
- Erentepe, Bulanık
- Ericek, Bulanık
- Esenlik, Bulanık
- Eskiyol, Bulanık
- Gölyanı, Bulanık
- Göztepe, Bulanık
- Gülçimen, Bulanık
- Gümüșpınar, Bulanık
- Günbatmaz, Bulanık
- Gündüzü, Bulanık
- Günyurdu, Bulanık
- Han, Bulanık
- Hoșgeldi, Bulanık
- Karaağıl, Bulanık
- Karaburun, Bulanık
- Karacaören, Bulanık
- Kırkgöze, Bulanık
- Kotanlı, Bulanık
- Koyunağılı, Bulanık
- Köprüyolu, Bulanık
- Kurganlı, Bulanık
- Meșeiçi, Bulanık
- Molladavut, Bulanık
- Mollakent, Bulanık
- Oğlakkaya, Bulanık
- Okçular, Bulanık
- Olurdere, Bulanık
- Örenkent, Bulanık
- Rüstemgedik, Bulanık
- Samanyolu, Bulanık
- Sarıpınar, Bulanık
- Seçme, Bulanık
- Sıradere, Bulanık
- Söğütlü, Bulanık
- Sultanlı, Bulanık
- Șatırlar, Bulanık
- Șehittahir, Bulanık
- Șehitveren, Bulanık
- Toklular, Bulanık
- Uzgörür, Bulanık
- Üçtepe, Bulanık
- Yazbașı, Bulanık
- Yemișen, Bulanık
- Yokușbașı, Bulanık
- Yoncalı, Bulanık

## Hasköy
- Hasköy, Muș
- Așağıüçdam, Hasköy
- Azıklı, Hasköy
- Böğürdelen, Hasköy
- Büvetli, Hasköy
- Dağdibi, Hasköy
- Düzkıșla, Hasköy
- Elmabulak, Hasköy
- Eșmepınar, Hasköy
- Gökyazı, Hasköy
- Karakütük, Hasköy
- Koç, Hasköy
- Koğuktaș, Hasköy
- Ortanca, Hasköy
- Otaç, Hasköy
- Sarıbahçe, Hasköy
- Umurca, Hasköy
- Yarkaya, Hasköy
- Yukarıüçdam, Hasköy

## Korkut
- Korkut
- Akyıldız, Korkut
- Alazlı, Korkut
- Altınova, Korkut
- Balkır, Korkut
- Çalaplı, Korkut
- Çınarardı, Korkut
- Değirmitaș, Korkut
- Demirci, Korkut
- Durucak, Korkut
- Düzova, Korkut
- Gültepe, Korkut
- Güneyik, Korkut
- Güven, Korkut
- İçboğaz, Korkut
- Kapılı, Korkut
- Karakale, Korkut
- Kocatarla, Korkut
- Konakdüzü, Korkut
- Mollababa, Korkut
- Oğulbalı, Korkut
- Pınarüstü, Korkut
- Sarmașık, Korkut
- Sazlıkbașı, Korkut
- Tan, Korkut
- Tașlıca, Korkut
- Yedipınar, Korkut
- Yolgözler, Korkut
- Yünören, Korkut
- Yürekli, Korkut

## Malazgirt
- Malazgirt
- Adaksu, Malazgirt
- Ağılbașı, Malazgirt
- Akalan, Malazgirt
- Akören, Malazgirt
- Alikalkan, Malazgirt
- Alyar, Malazgirt
- Aradere, Malazgirt
- Arslankaya, Malazgirt
- Așağıkıcık, Malazgirt
- Aynalıhoca, Malazgirt
- Bademözü, Malazgirt
- Bahçe, Malazgirt
- Balkaya, Malazgirt
- Beșçatak, Malazgirt
- Beșdam, Malazgirt
- Beypınar, Malazgirt
- Bilala, Malazgirt
- Bostankaya, Malazgirt
- Boyçapkın, Malazgirt
- Boyundere, Malazgirt
- Çayırdere, Malazgirt
- Çiçekveren, Malazgirt
- Dirimpınar, Malazgirt
- Doğantaș, Malazgirt
- Dolabaș, Malazgirt
- Erence, Malazgirt
- Fenek, Malazgirt
- Gölağılı, Malazgirt
- Güleç, Malazgirt
- Gülkoru, Malazgirt
- Güzelbaba, Malazgirt
- Hancağız, Malazgirt
- Hanoğlu, Malazgirt
- Hasanpașa, Malazgirt
- Hasretpınar, Malazgirt
- İyikomșu, Malazgirt
- Kadıköy, Malazgirt
- Karaali, Malazgirt
- Karahasan, Malazgirt
- Karakaya, Malazgirt
- Karakoç, Malazgirt
- Kardeșler, Malazgirt
- Karıncalı, Malazgirt
- Kazgöl, Malazgirt
- Kılıççı, Malazgirt
- Kızılyusuf, Malazgirt
- Koçali, Malazgirt
- Konakkuran, Malazgirt
- Kulcak, Malazgirt
- Kuruca, Malazgirt
- Laladağı, Malazgirt
- Mağalcık, Malazgirt
- Mezraaköy, Malazgirt
- Mollabaki, Malazgirt
- Molladerman, Malazgirt
- Muratkolu, Malazgirt
- Nurettin, Malazgirt
- Odaköy, Malazgirt
- Oğuzhan, Malazgirt
- Okçuhan, Malazgirt
- Örenșar, Malazgirt
- Sarıdavut, Malazgirt
- Selekutu, Malazgirt
- Sırtdüzü, Malazgirt
- Söğütlü, Malazgirt
- Tatargazi, Malazgirt
- Tatlıca, Malazgirt
- Tıkızlı, Malazgirt
- Ulusu, Malazgirt
- Uyanık, Malazgirt
- Yapraklı, Malazgirt
- Yaramıș, Malazgirt
- Yolgözler, Malazgirt
- Yukarıkıcık, Malazgirt
- Yurtseven, Malazgirt

## Varto
- Varto
- Acarkent, Varto
- Ağaçaltı, Varto
- Ağaçkorur, Varto
- Akçatepe, Varto
- Alabalık, Varto
- Anlıaçık, Varto
- Armutkașı, Varto
- Așağı Alagöz, Varto
- Așağı Hacıbey, Varto
- Bağiçi, Varto
- Baltaș, Varto
- Bașkent, Varto
- Beșikkaya, Varto
- Boyalı, Varto
- Boylu, Varto
- Buzlugöze, Varto
- Çalıdere, Varto
- Çaltılı, Varto
- Çayçatı, Varto
- Çayıryolu, Varto
- Çaylar, Varto
- Çayönü, Varto
- Çobandağı, Varto
- Dağcılar, Varto
- Dallıöz, Varto
- Değerli, Varto
- Derince, Varto
- Diktepeler, Varto
- Doğanca, Varto
- Dönertaș, Varto
- Durucabulak, Varto
- Dutözü, Varto
- Erdoğan, Varto
- Eryurdu, Varto
- Esenler, Varto
- Gelintașı, Varto
- Göltepe, Varto
- Gölyayla, Varto
- Görgü, Varto
- Güzeldere, Varto
- Güzelkent, Varto
- Haksever, Varto
- Hüseyinoğlu, Varto
- İçmeler, Varto
- İlbey, Varto
- Kalecik, Varto
- Karaköy, Varto
- Karameșe, Varto
- Karapınar, Varto
- Kartaldere, Varto
- Kayadelen, Varto
- Kayalıdere, Varto
- Kayalık, Varto
- Kayalıkale, Varto
- Kaygıntaș, Varto
- Kaynarca, Varto
- Koçyatağı, Varto
- Kolan, Varto
- Köprücük, Varto
- Kumlukıyı, Varto
- Kușluk, Varto
- Küçüktepe, Varto
- Leylek, Varto
- Ocaklı, Varto
- Oğlakçı, Varto
- Omcalı, Varto
- Onpınar, Varto
- Ölçekli, Varto
- Özenç, Varto
- Özkonak, Varto
- Sağlıcak, Varto
- Sanlıca, Varto
- Sazlıca, Varto
- Seki, Varto
- Tașçı, Varto
- Tașdibek, Varto
- Tașlıyayla, Varto
- Teknedüzü, Varto
- Tepe, Varto
- Tuzlu, Varto
- Ulusırt, Varto
- Üçbulak, Varto
- Ünaldı, Varto
- Yarlısu, Varto
- Yayıklı, Varto
- Yayla, Varto
- Yedikavak, Varto
- Yeșildal, Varto
- Yeșilpınar, Varto
- Yılanlı, Varto
- Yukarı Hacıbey, Varto
- Yurttutan, Varto
- Zorabat, Varto